# Robert Krups (Politiker)

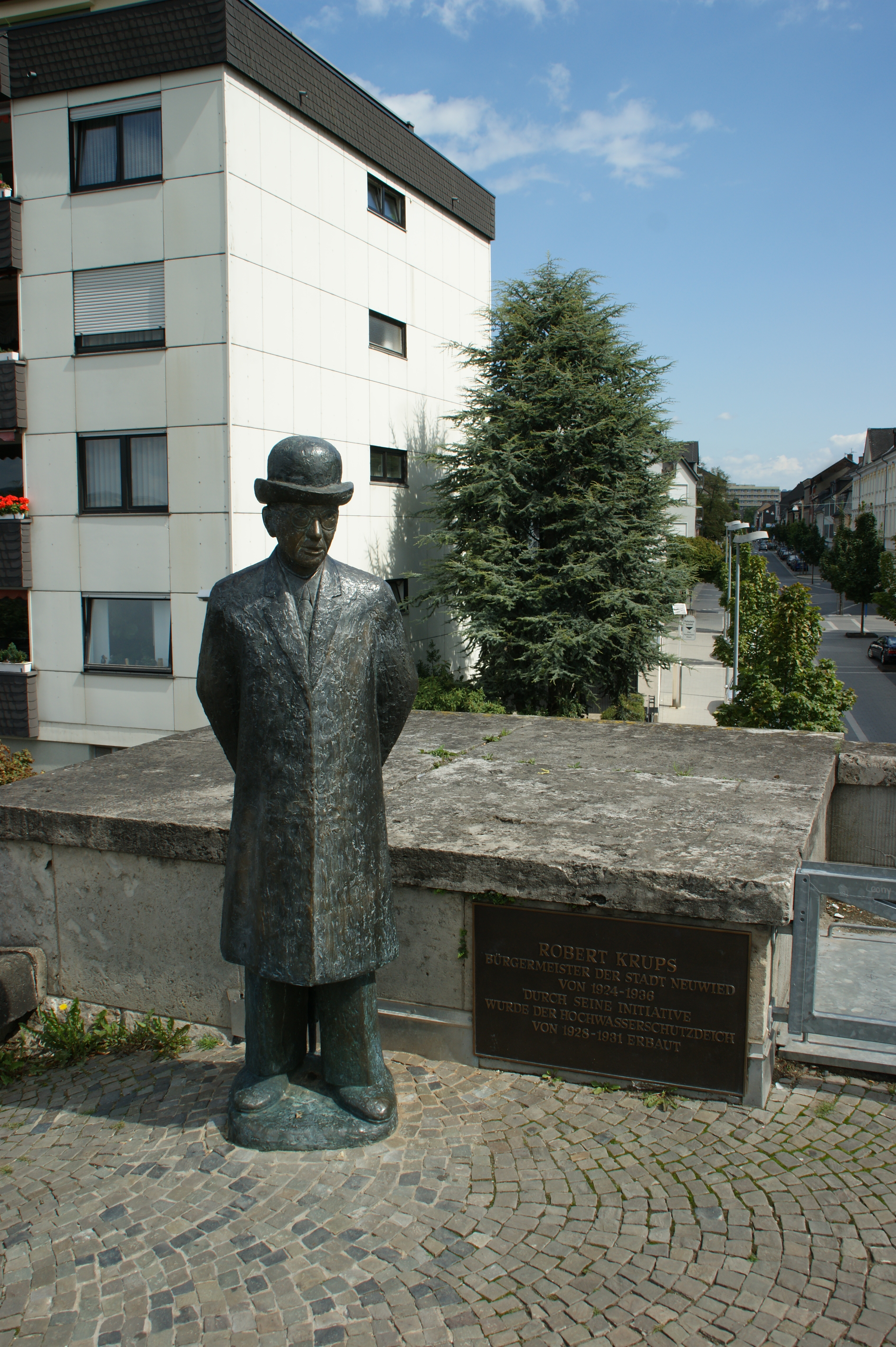
Robert Krups, Deichdenkmal

Robert Krups (* 21. April 1887 in Wald, heute Stadtteil von Solingen; † 12. Dezember 1950 in Neuwied) war ein deutscher parteiloser Lokalpolitiker in der Weimarer Republik.

## Leben

### Herkunft
Robert Krups jun. wurde 1887 als vierter von fünf Söhnen des Waagenfabrikanten Robert Krups sen. (1848–1916) und seiner Ehefrau Charlotte geb. Müller (1852–1894) in Wald bei Solingen geboren. Anders als seine vier Brüder stieg er jedoch nicht in das väterliche Unternehmen ein, sondern entschied sich für eine Verwaltungslaufbahn.

### Ausbildung und Beruf
Krups wurde während seines Studiums 1907 Mitglied der Burschenschaft Frankonia Heidelberg. Er war ab dem 5. Mai 1924 Bürgermeister der Stadt Neuwied. Auf seine Initiative hin wurde in Neuwied von 1928 bis 1931 der 7,5 km lange Hochwasserschutzdeich Neuwied errichtet, um die Stadt vor Hochwasser zu schützen. Er musste sein Amt als Bürgermeister am 4. Februar 1936 niederlegen, weil er bei der Einweihung der Hermann-Göring-Brücke zwischen Neuwied und Weißenthurm, der heutigen Raiffeisenbrücke, nicht in der braunen NSDAP-Uniform erschien.
Robert Krups betrieb den Ausbau des Schulwesens, der Stadtwerke und der Freiwilligen Feuerwehr. Er sorgte für die Einrichtung neuer Grünanlagen und die Gründung der GSG Gemeindliche Siedlungs-Gesellschaft.
Seit 1936 war Krups Verwaltungsrechtsrat der Hobraeck-Werke, einem Furnierwerk in Neuwied, und ab 1945 Beirat der Industrie- und Handelskammer Koblenz und Leiter der Außenstelle Neuwied. Später wurde er 1. Vizepräsident der Kammer und war als dieser maßgeblich am Aufbau der heimischen Industrie beteiligt.

### Nachwirkung und Rezeption
Insgesamt gesehen hatte er große Verdienste um das Aufblühen der Stadt Neuwied nach dem Ersten Weltkrieg. Auf dem Hochwasserschutzdeich wurde ihm ein Denkmal errichtet, die Realschule in Irlich (einem Stadtteil von Neuwied) und eine Straße wurden nach ihm benannt. Er wird auch als der dritte Stadtgründer bezeichnet.